# Europejskie Centrum Operacji Kosmicznych

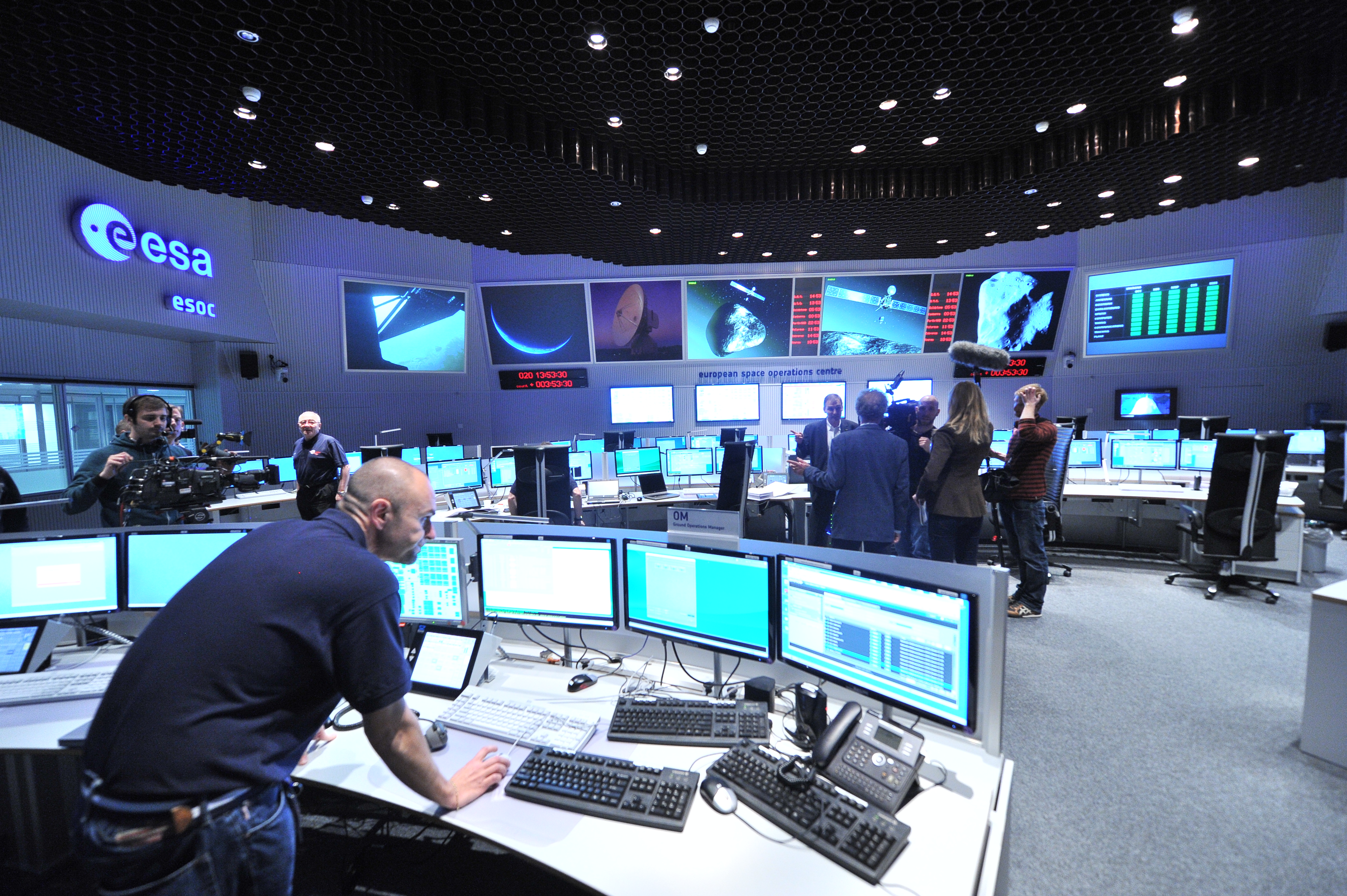
ESOC Mission Control w Darmstadt (Niemcy)

Europejskie Centrum Operacji Kosmicznych (ang. European Space Operations Centre – ESOC) jest odpowiedzialne za kontrolę nad satelitami należącymi do ESA. Centrum znajduje się w niemieckim mieście Darmstadt.